# Larissa Matz
Larissa Matz (* 14. Dezember 2001) ist eine österreichische Leichtathletin, die sich auf den Langstreckenlauf spezialisiert hat.

## Sportliche Laufbahn
Erste internationale Erfahrungen sammelte Larissa Matz im Jahr 2025, als sie bei den World University Games in Bochum in 1:13:54 h den siebten Platz im Halbmarathon belegte.
In den Jahren 2023 und 2025 wurde Matz österreichische Staatsmeisterin im Halbmarathon.

## Persönliche Bestzeiten
- 10-km-Straßenlauf: 33:54 min, 2. März 2025 in Wien
- Halbmarathon: 1:13:54 h, 26. Juli 2025 in Bochum